# Pyrenaearia
Pyrenaearia es un género de moluscos gasterópodos de la familia Hygromiidae.

## Distribución geográfica
Es endémico de los Pirineos, la cordillera Prelitoral, el sistema Ibérico y la cordillera Cantábrica (España, Andorra y Francia).

## Especies
Se reconocen las siguientes:
- Pyrenaearia cantabrica (Hidalgo, 1873)
- Pyrenaearia carascalensis (Michaud, 1831)
- Pyrenaearia carascalopsis (Bourguignat in Fagot, 1884)
- Pyrenaearia cotiellae (Fagot, 1906)
- Pyrenaearia daanidentata Raven, 1988
- Pyrenaearia molae Haas, 1924
- Pyrenaearia navasi (Fagot, 1907)
- Pyrenaearia oberthueri (Ancey, 1884) - probablemente un sinónimo de Pyrenaearia cantabrica
- Pyrenaearia organiaca (Fagot, 1905)
- Pyrenaearia parva Ortiz de Zárate, 1956
- Pyrenaearia poncebensis Ortiz de Zárate, 1956 - probablemente un sinónimo de Pyrenaearia cantabrica
- Pyrenaearia schaufussii (Kobelt, 1876) - probablemente un sinónimo de Pyrenaearia cantabrica
- Pyrenaearia velascoi (Hidalgo, 1867)